# Europees kampioenschap voetbal mannen onder 17 - 2007
Het Europees kampioenschap voetbal onder 17 van 2007 (kortweg: EK voetbal -17) was de 25ste editie van het Europees kampioenschap voetbal mannen onder 17 en is bedoeld voor spelers die op of na 1 januari 1990 geboren zijn. Ondanks de leeftijdgrens van 17 jaar mogen ook spelers van 18 jaar meespelen, omdat de leeftijdsgrens alleen bij het begin van de kwalificatie voor het EK geldt. Het toernooi werd gespeeld in België van woensdag 2 mei tot en met zondag 13 mei. Het toernooi werd voor de zevende keer gewonnen door Spanje.
In België werd er niet alleen om het Europees kampioenschap gespeeld; de acht teams konden zich ook kwalificeren voor het wereldkampioenschap voetbal onder 17 van 2007 in Zuid-Korea. Dat toernooi werd met ingang van 2007 uitgebreid, waardoor (onder andere) Europa meer deelnemers kon afvaardigen: vijf in plaats van drie. De vier halvefinalisten zijn verzekerd van deelname aan het WK-17 en de twee nummers drie uit de poule spelen een play-off tegen elkaar. Die play-off is een vervanging van de wedstrijd om de derde plaats, die voorheen gespeeld werd.

## Kwalificatie
| Land      | Gekwalificeerd als          | Beste prestatie           |
| --------- | --------------------------- | ------------------------- |
| België    | Gastland                    | Groepsfase (2006)         |
| Duitsland | Eliteronde: Winnaar groep 1 | Vierde (2006)             |
| Oekraïne  | Eliteronde: Winnaar groep 2 | Groepsfase (2002 en 2004) |
| Engeland  | Eliteronde: Winnaar groep 3 | Derde (2002)              |
| Nederland | Eliteronde: Winnaar groep 4 | Tweede (2005)             |
| Frankrijk | Eliteronde: Winnaar groep 5 | Kampioen (2004)           |
| IJsland   | Eliteronde: Winnaar groep 6 | Debuut                    |
| Spanje    | Eliteronde: Winnaar groep 7 | Tweede (2003 en 2004)     |

## Speelsteden
| · Ronse Tubeke Doornik Eupen Verviers Wezet |                            |
| Ronse                                       | Orphale Cruckestadion      |
| Tubeke                                      | Leburtonstadion            |
| Doornik                                     | Stade Luc Varenne          |
| Eupen                                       | Kehrwegstadion             |
| Verviers                                    | Stade Communal de Bielmont |
| Wezet                                       | Stade de la Cité de l'Oie  |

## Selecties
Selectie België
| Nr. | Naam                     |
| --- | ------------------------ |
| 1   | Jo Coppens               |
| 2   | Dimitri Daeseleire       |
| 3   | Rudy Ngombo              |
| 4   | Koen Hustinx             |
| 5   | Niels Ringoot            |
| 6   | Laurens Spruyt           |
| 7   | Guillaume François       |
| 8   | Cédric Ciza              |
| 9   | Christian Benteke        |
| 10  | Eden Hazard              |
| 11  | Kevin Kis                |
| 12  | Stefan Deloose           |
| 13  | Maxim Geurden            |
| 14  | Sebastien Phiri          |
| 15  | Kerem Zevne              |
| 16  | Guillaume Clinckemaillie |
| 17  | Nill De Pauw             |
| 18  | Maurizio Aquino          |
| Co. | Bob Browaeys             |

Selectie Nederland
| Nr. | Naam                   | Club             |
| --- | ---------------------- | ---------------- |
| 1   | Sergio Padt            | Ajax             |
| 2   | Anthony Bentem         | Sparta Rotterdam |
| 3   | Timothy van der Meulen | Ajax             |
| 4   | Patrick van Aanholt    | PSV              |
| 5   | Miquel Nelom           | Feyenoord        |
| 6   | Daley Blind            | Ajax             |
| 7   | Nacer Barazite         | Arsenal          |
| 8   | Leroy Fer              | Feyenoord        |
| 9   | Género Zeefuik         | PSV              |
| 10  | Georginio Wijnaldum    | Feyenoord        |
| 11  | Luciano Narsingh       | sc Heerenveen    |
| 12  | Johnny de Vries        | sc Heerenveen    |
| 13  | Kaj Ramsteijn          | Feyenoord        |
| 14  | Marko Matić            | AZ               |
| 15  | Wouter de Vogel        | AZ               |
| 16  | Jeroen Zoet            | PSV              |
| 17  | Luís Pedro             | Feyenoord        |
| 18  | Pepijn Kluin           | AZ               |
| Co. | Albert Stuivenberg     |                  |

Selectie IJsland
| Nr. | Naam                        |
| --- | --------------------------- |
| 1   | Vignir Jóhannesson          |
| 2   | Jóhann Laxdal               |
| 3   | Kristinn Jónsson            |
| 4   | Frans Elvarsson             |
| 5   | Eggert Rafn Einarsson       |
| 6   | Hólmar Örn Eyjólfsson       |
| 7   | Dofri Snorrason             |
| 8   | Ragnar Thór Gunnarsson      |
| 9   | Viktor Unnar Illugason      |
| 10  | Björn Jónsson               |
| 11  | Kolbeinn Sigþórsson         |
| 12  | Trausti Sigurbjörnsson      |
| 13  | Gudlaugur Pálsson           |
| 14  | Arnar Sveinn Geirsson       |
| 15  | Aron Palomares              |
| 16  | Thórarinn Ingi Valdimarsson |
| 17  | Brynjav Benediktsson        |
| 18  | Finnur Orri Margeirsson     |
| 19  | Arnar Darri Pétursson       |
| Co. | Lúkas Kostic                |

Selectie Oekraïne
| Nr. | Naam                  |
| --- | --------------------- |
| 1   | Anton Sytnykov        |
| 2   | Dmytro Kushnirov      |
| 3   | Oleksander Stetsenko  |
| 4   | Maksym Maksymenko     |
| 5   | Volodymyr Pidvirnyy   |
| 6   | Vitaliy Vitsenets     |
| 7   | Dmytro Korishko       |
| 8   | Kyryl Petrov          |
| 9   | Illya Mykhalov        |
| 10  | Artur Karnoza         |
| 11  | Sergiy Shevchuk       |
| 13  | Maxym Bilyy           |
| 14  | Yevgen Shakhov        |
| 15  | Dmytro Niemchaninov   |
| 16  | Denys Garmash         |
| 17  | Dmytro Yeremenko      |
| 18  | Anatoliy Mudrak       |
| 23  | Vyacheslav Bazilevych |
| Co. | Yuriy Kalitvintsev    |

Selectie Duitsland
| Nr. | Naam                |
| --- | ------------------- |
| 1   | Fabian Giefer       |
| 2   | Markus Untch        |
| 3   | Nils Teixeira       |
| 4   | Marvin Pachan       |
| 5   | Konstantin Rausch   |
| 6   | Kevin Wolze         |
| 7   | Henning Sauerbier   |
| 8   | Patrick Funk        |
| 9   | Sascha Bigalke      |
| 10  | Toni Kroos          |
| 11  | Marvin Knoll        |
| 12  | René Vollath        |
| 13  | Kai Bastian Evers   |
| 14  | Viktor Maier        |
| 15  | Tony Jantschke      |
| 16  | Dennis Dowidat      |
| 17  | Richard Sukuta-Pasu |
| 18  | Eric Tappiser       |
| Co. | Paul Schomann       |

Selectie Frankrijk
| Nr. | Naam               |
| --- | ------------------ |
| 1   | Joris Delle        |
| 2   | Nicolas Seguin     |
| 3   | Abdel El Kaoutari  |
| 4   | Mathieu Saunier    |
| 5   | Alfred N'Diaye     |
| 6   | Omar Benzerga      |
| 7   | Damien Le Tallec   |
| 8   | Marial Riff        |
| 9   | Fabrice N'Sakala   |
| 10  | Vincent Acapandie  |
| 11  | Thibault Bourgeois |
| 12  | Yann M'Vila        |
| 13  | Aristote Lusinga   |
| 14  | Frédéric Duplus    |
| 15  | Henri Saivet       |
| 16  | Mathieu Gorgelin   |
| 17  | Saïd Mehamha       |
| 18  | Mamadou Sakho      |
| Co. | François Blaquart  |

Selectie Engeland
| Nr. | Naam               |
| --- | ------------------ |
| 1   | Jason Steele       |
| 2   | Seth Ofori-Twumasi |
| 3   | Joseph Mattock     |
| 4   | Henri Lansbury     |
| 5   | Krystian Pearce    |
| 6   | Jordan Spence      |
| 7   | Daniel Welbeck     |
| 8   | Daniel Rose        |
| 9   | Rhys Murphy        |
| 10  | Victor Moses       |
| 11  | Tristan Plummer    |
| 12  | Tom Taiwo          |
| 13  | Alex Smithies      |
| 14  | Michael Woods      |
| 15  | Daniel Gosling     |
| 16  | Nathan Porritt     |
| 17  | Jonathan Franks    |
| 18  | Gavin Hoyte        |
| Co. | John Peacock       |

Selectie Spanje

## Loting
Op woensdag 4 april werd er in Brussel geloot voor het eindtoernooi.

## Groepsfase

### Groep A
| Pos. | Land      | GW | W | G | V | DV | DT | +/− | Ptn. |
| ---- | --------- | -- | - | - | - | -- | -- | --- | ---- |
| 1    | Spanje    | 3  | 2 | 1 | 0 | 5  | 1  | +4  | 7    |
| 2    | Frankrijk | 3  | 1 | 1 | 1 | 4  | 5  | −1  | 4    |
| 3    | Duitsland | 3  | 1 | 1 | 1 | 3  | 2  | +1  | 4    |
| 4    | Oekraïne  | 3  | 0 | 1 | 2 | 3  | 7  | −4  | 1    |

|                        |           |              |                       |                                                                            |
| 2 mei 2007 16:00 (MET) | Frankrijk | 0–2          | Spanje                | Stade Communal de Bielmont, Verviers Scheidsrechter: Dejan Filipović (SRB) |
| 2 mei 2007 16:00 (MET) |           | Externe link | 19' Falque 73' Mérida | Stade Communal de Bielmont, Verviers Scheidsrechter: Dejan Filipović (SRB) |

|                        |                              |              |          |                                                                |
| 2 mei 2007 18:00 (MET) | Duitsland                    | 2–0          | Oekraïne | Kehrwegstadion, Eupen Scheidsrechter: George Vadachkoria (GEO) |
| 2 mei 2007 18:00 (MET) | Bigalke 25' (pen.) Kroos 77' | Externe link |          | Kehrwegstadion, Eupen Scheidsrechter: George Vadachkoria (GEO) |

|                        |                                   |              |                |                                                                  |
| 4 mei 2007 16:00 (MET) | Spanje                            | 3–1          | Oekraïne       | Stade de la Cité de l'Oie, Wezet Scheidsrechter: Jan Jílek (CZE) |
| 4 mei 2007 16:00 (MET) | Camacho 31' Falque 62' Aquino 69' | Externe link | 80+1' Shevchuk | Stade de la Cité de l'Oie, Wezet Scheidsrechter: Jan Jílek (CZE) |

|                        |                    |              |           |                                                             |
| 4 mei 2007 18:30 (MET) | Frankrijk          | 2–1          | Duitsland | Kehrwegstadion, Eupen Scheidsrechter: Bülent Yıldırım (TUR) |
| 4 mei 2007 18:30 (MET) | Le Tallec 56', 71' | Externe link | 24' Kroos | Kehrwegstadion, Eupen Scheidsrechter: Bülent Yıldırım (TUR) |

|                        |                           |              |                          |                                                                       |
| 7 mei 2007 15:30 (MET) | Oekraïne                  | 2–2          | Frankrijk                | Stade Communal de Bielmont, Verviers Scheidsrechter: Alan Black (NIR) |
| 7 mei 2007 15:30 (MET) | Karnoza 51' Korkishko 77' | Externe link | 10' M'Vila 44' Bourgeois | Stade Communal de Bielmont, Verviers Scheidsrechter: Alan Black (NIR) |

|                        |              |     |           |                                                             |
| 7 mei 2007 15:30 (MET) | Spanje       | 0–0 | Duitsland | Kehrwegstadion, Eupen Scheidsrechter: Andrea de Marco (ITA) |
| 7 mei 2007 15:30 (MET) | Externe link |     |           | Kehrwegstadion, Eupen Scheidsrechter: Andrea de Marco (ITA) |

### Groep B
| Pos. | Land      | GW | W | G | V | DV | DT | +/− | Ptn. |
| ---- | --------- | -- | - | - | - | -- | -- | --- | ---- |
| 1    | Engeland  | 3  | 2 | 1 | 0 | 7  | 3  | +4  | 7    |
| 2    | België    | 3  | 1 | 2 | 0 | 8  | 4  | +4  | 5    |
| 3    | Nederland | 3  | 1 | 1 | 1 | 7  | 6  | +1  | 4    |
| 4    | IJsland   | 3  | 0 | 0 | 3 | 1  | 10 | −9  | 0    |

|                        |         |              |                    |                                                              |
| 2 mei 2007 16:00 (MET) | IJsland | 0–2          | Engeland           | Orphale Cruckestadion, Ronse Scheidsrechter: Jan Jílek (CZE) |
| 2 mei 2007 16:00 (MET) |         | Externe link | 4' Pearce 24' Rose | Orphale Cruckestadion, Ronse Scheidsrechter: Jan Jílek (CZE) |

|                        |                            |              |                              |                                                               |
| 2 mei 2007 18:00 (MET) | Nederland                  | 2–2          | België                       | Leburtonstadion, Tubeke Scheidsrechter: Andrea de Marco (ITA) |
| 2 mei 2007 18:00 (MET) | Barazite 44' Wijnaldum 77' | Externe link | 3' De Pauw 57' (pen.) Hazard | Leburtonstadion, Tubeke Scheidsrechter: Andrea de Marco (ITA) |

|                        |             |              |            |                                                                  |
| 4 mei 2007 16:00 (MET) | België      | 1–1          | Engeland   | Stade Luc Varenne, Doornik Scheidsrechter: Dejan Filipović (SRB) |
| 4 mei 2007 16:00 (MET) | Ringoot 42' | Externe link | 27' Murphy | Stade Luc Varenne, Doornik Scheidsrechter: Dejan Filipović (SRB) |

|                        |                              |              |         |                                                               |
| 4 mei 2007 20:15 (MET) | Nederland                    | 3–0          | IJsland | Orphale Cruckestadion, Ronse Scheidsrechter: Alan Black (NIR) |
| 4 mei 2007 20:15 (MET) | Blind 23', 52' Vejinović 79' | Externe link |         | Orphale Cruckestadion, Ronse Scheidsrechter: Alan Black (NIR) |

|                        |                                          |              |                        |                                                               |
| 7 mei 2007 17:30 (MET) | Engeland                                 | 4–2          | Nederland              | Leburtonstadion, Tubeke Scheidsrechter: Bülent Yıldırım (TUR) |
| 7 mei 2007 17:30 (MET) | Lansbury 9' Moses 15', 54' Plummer 80+2' | Externe link | 31' Narsingh 44' Pedro | Leburtonstadion, Tubeke Scheidsrechter: Bülent Yıldırım (TUR) |

|                        |                                                         |              |                |                                                                     |
| 7 mei 2007 17:30 (MET) | België                                                  | 5–1          | IJsland        | Stade Luc Varenne, Doornik Scheidsrechter: George Vadachkoria (GEO) |
| 7 mei 2007 17:30 (MET) | Kis 15', 68' (pen.) De Pauw 48' Benteke 55' Ringoot 58' | Externe link | 19' Sigþórsson | Stade Luc Varenne, Doornik Scheidsrechter: George Vadachkoria (GEO) |

## Knock-outfase
|  | Halve finale     | Halve finale    |   |               | Finale           | Finale |
|  |                  |                 |   |               |                  |        |
|  | 10 mei – Doornik |                 |   |               |                  |        |
|  | Spanje           | 1 (7)           |   |               |                  |        |
|  | België           | 1 (6)           |   |               |                  |        |
|  |                  |                 |   |               |                  |        |
|  |                  |                 |   |               | 13 mei – Doornik |        |
|  |                  |                 |   |               | Spanje           | 1      |
|  |                  | Engeland        | 0 |               |                  |        |
|  |                  |                 |   |               |                  |        |
|  |                  |                 |   |               | Play-off WK–17   |        |
|  | 10 mei – Tubeke  | 10 mei – Tubeke |   | 10 mei – Visé | 10 mei – Visé    |        |
|  | Engeland         | 1               |   | Duitsland     | 3                |        |
|  | Frankrijk        | 0               |   |               | Nederland        | 2      |

### Play-off WK–17
|                         |                                |              |                               |                                                                       |
| 10 mei 2007 18:00 (MET) | Duitsland                      | 3–2          | Nederland                     | Stade de la Cité de l'Oie, Visé Scheidsrechter: Andrea de Marco (ITA) |
| 10 mei 2007 18:00 (MET) | Kroos 18' Sukuta-Pasu 61', 76' | Externe link | 31' Van Aanholt 38' Vejinović | Stade de la Cité de l'Oie, Visé Scheidsrechter: Andrea de Marco (ITA) |

### Halve finale
|                         |                                                           |              |                                                             |                                                            |
| 10 mei 2007 17:30 (MET) | Spanje                                                    | 1–1          | België                                                      | Stade Luc Varenne, Doornik Scheidsrechter: Jan Jílek (CZE) |
| 10 mei 2007 17:30 (MET) | Bojan 72'                                                 | Externe link | 63' (e.d.) Rochela                                          | Stade Luc Varenne, Doornik Scheidsrechter: Jan Jílek (CZE) |
| 10 mei 2007 17:30 (MET) | Strafschoppen                                             |              |                                                             | Stade Luc Varenne, Doornik Scheidsrechter: Jan Jílek (CZE) |
| 10 mei 2007 17:30 (MET) | Vitoria Mérida Bojan Rochela Aquino Porcar Forner Camacho | 7–6          | De Pauw Spruyt Zevne Hazard Aquino Phiri Geurden Daeseleire | Stade Luc Varenne, Doornik Scheidsrechter: Jan Jílek (CZE) |

|                         |           |              |           |                                                               |
| 10 mei 2007 20:15 (MET) | Engeland  | 1–0          | Frankrijk | Leburtonstadion, Tubeke Scheidsrechter: Bülent Yıldırım (TUR) |
| 10 mei 2007 20:15 (MET) | Moses 11' | Externe link |           | Leburtonstadion, Tubeke Scheidsrechter: Bülent Yıldırım (TUR) |

### Finale
|                         |           |              |          |                                                                  |
| 13 mei 2007 17:45 (MET) | Spanje    | 1–0          | Engeland | Stade Luc Varenne, Doornik Scheidsrechter: Dejan Filipović (SRB) |
| 13 mei 2007 17:45 (MET) | Bojan 48' | Externe link |          | Stade Luc Varenne, Doornik Scheidsrechter: Dejan Filipović (SRB) |

## Kwalificatie WK-17 2007
| Land      | Manier van kwalificatie | Resultaat op WK-17            |
| --------- | ----------------------- | ----------------------------- |
| Spanje    | halvefinalist           | tweede                        |
| Engeland  | halvefinalist           | kwartfinale (tegen Duitsland) |
| België    | halvefinalist           | 4e in groep                   |
| Frankrijk | halvefinalist           | kwartfinale (tegen Spanje)    |
| Duitsland | winnaar play-off        | derde                         |